# Halacarus leptopus
Halacarus leptopus is een mijtensoort uit de familie van de Halacaridae. De wetenschappelijke naam van de soort is voor het eerst geldig gepubliceerd in 2002 door Bartsch.